# Papa Teodor I
Papa Teodor I (n.  ?, Ierusalim, Israel – d. 17 mai 649 d.Hr., Roma, Imperiul Roman de Răsărit) a fost Papă al Romei în perioada 24 noiembrie 642 - 14 mai 649. Papa Teodor I era considerat ca grec de origine dar era născut în Palestina.